# Roger Nkodo Dang
Roger Nkodo Dang  (Fang-Bikang I, 6 de noviembre de 1963) es un político camerunés.  Miembro del Movimiento Democrático del Pueblo de Camerún (RDPC) y diputado por el distrito electoral de Nyong-et-Mfoumou ( región central ) en el parlamento.
En 2015 Nkodo Dang fue elegido presidente del Parlamento Panafricano, reemplazando al nigeriano Bethel Nnaemeka Amadi. Ejerció la presidencia hasta abril de 2020 momento en el que dejó de ser diputado y presidente del parlamento panafricano tras prestar juramento el 18 de marzo como miembro de la Asamblea Nacional de Camerún. En noviembre de 2020 su sucesor Bouras Djamel envió una carta oficial de queja a la Asamblea Nacional de Camerún denunciando que Noger Nkodo Dang seguía asumiendo públicamente la presidencial del parlamento panafricano a pesar de haber sido relevado oficialmente.

## Biografía
Nkodo Dang es miembro de la etnia Yebekolo (etnia del pueblo Boulou ) y diplomático de formación. Desde 2012 y bajo la presidencia de Amadi, fue primer vicepresidente del Parlamento Panafricano, en representación de la región central.
Durante el proceso de investidura del CPDM para las elecciones legislativas camerunesas de 2013 en Nyong-et-Mfoumou, la lista que encabeza Nkodo Dang estaba inicialmente descalificada frente a la de Jean-Claude Bekolo Mbang. Sin embargo, las funciones de Nkodo Dang en el Parlamento Panafricano permitían contemplarlo como presidente y el RDPC, bajo la presión de Cavaye Yeguié Djibril, presidente de la Asamblea, decidió descalificar la lista de Bekolo Mbang y reclasificar la de Nkodo Dang. Durante las elecciones, Nkodo Dang recuperó su escaño en la Asamblea Nacional.

### Presidencia del Parlamento Panafricano
En la elección a la presidencia del Parlamento Panafricano, ganó con 85 votos al mozambiqueño Eduardo Joaquim Mulémbwè (70 votos) y al tunecino Mongi Rahoui (9 votos).
Asumió la presidencia del Parlamento Panafricano hasta abril de 2020 cuando fue sustituido de manera interina por el argelino Bouras Djamel, hasta entonces tercer vicepresidente del parlamento.

#### Polémica por el final del mandato
En noviembre de 2020 el presidente interino del Parlamento panafricano Bouras Djamel informó al presidente de la Asamblea Nacional de Camerún con copia al presidente de Camerún y al presidente de la Comisión de la Unión Africana que conforme a los estatutos del órgano legislativo africano Roger Nkodo Dang cesó de ser presidente en marzo de 2020 dado que el reglamento del parlamento panafricano así lo estipula y se quejó de que éste seguía utilizando el cargo de presidente.